# Château en Espagne

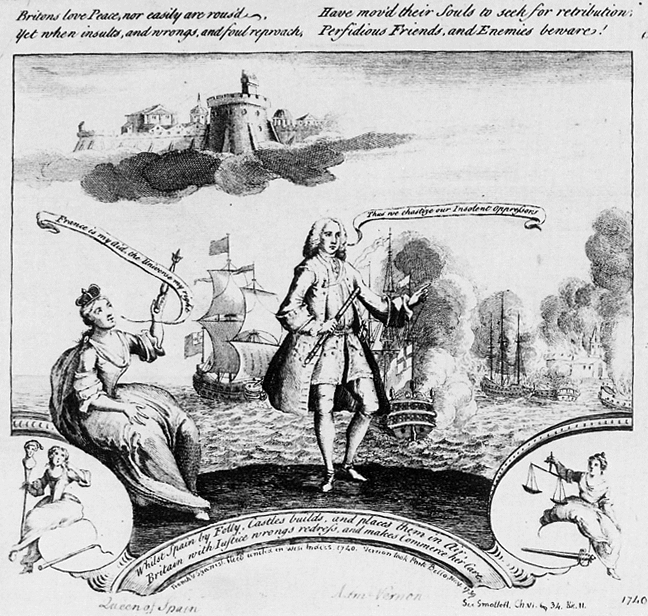
Les Espagnols construisent des châteaux dans l'air. Caricature britannique (1740)

Un château en Espagne est une expression signifiant quelque chose d'impossible ou d'irréalisable.
On parle le plus souvent de construire ou acheter un château en Espagne dans l'idée de créer des plans, des projets ou des mécanismes qui n'aboutiront jamais.

## Origine de l'expression
Vers 1230, Guillaume de Lorris, dans Le Roman de la Rose écrit, v.2440 : Lors fera chastiaus en Espaigne.
Étienne Pasquier explique l'origine de cette expression pour exprimer le fait qu'on ne trouve aucun château dans les campagnes espagnoles. Cela ferait référence à la conquête musulmane de l'Hispanie à partir de 711, ou plutôt à la fin de cette occupation par les Maures en 1492. Ces derniers n'auraient pas pu effectuer de retraite sécurisée dans les campagnes du fait de cette absence de châteaux.
"Mais d'anciennes variantes de l'expression parlant de châteaux en Brie, de châteaux en Asie ou même au Caire, laissent supposer que les châteaux en question, où qu'ils soient situés, désignaient simplement des endroits inaccessibles à la fois par leurs défenses et par leur éloignement" .